# Jogos Paralímpicos de Verão de 1984
As Paralimpíadas de Verão de 1984 foram realizados em Stoke Mandeville, Grã-Bretanha (atletas em cadeira de rodas) e em Nova Iorque, Estados Unidos (atletas com paralisia cerebral, deficiências visuais, amputados e "outros"). Stoke Mandeville foi a primeira sede dos Jogos de Stoke Mandeville de 1948, visto como o precursor dos Jogos Paralímpicos.
Estas foram as últimas Paralimpíadas de Verão que não foram realizadas na mesma sede das Olimpíadas de Verão.
Pela primeira vez na história os atletas foram dividos em 5 categorias de necessidades especiais: amputados, com paralisia cerebal, com deficiências visuais, em cadeira de rodas, e outros. A criação da categoria de cadeira de rodas foi criada especificamente para aqueles atletas que tinham deficiências na medula espinhal. Alguns atletas na categoria de amputados também foram incluídos na mesma categoria. No atletismo, foi incluído pela primeira vez o evento de maratona em cadeira de rodas. As dezessete modalidades que tiveram suas disputas nessa edição dos jogos estão listadas abaixo, juntamente com as categorias que englobaram suas disputas.

## Modalidades
- Atletismo - Todos;
- Basquetebol - Atletas em cadeira de rodas e "outros";
- Bocha - Atletas com paralisia cerebral;
- Ciclismo - Atletas com paralisia cerebal;
- Elevação - Atletas amputados, com paralisia cerebal, em cadeira de rodas, e "outros";
  - Levantamento de peso;
  - Halterofilismo;
- Esgrima - Atletas em cadeira de rodas;
- Futebol de 7 - Atletas com paralisia cerebal;
- Goalball - Atletas com deficiências visuais;
- Hipismo - Atletas com paralisia cerebal;
- Lawn bowls - Atletas amputados e em cadeira de rodas;
- Lutas - Atletas com deficiências visuais;
- Natação - Todos;
- Snooker - Atletas em cadeiras de rodas;
- Tênis de mesa - Atletas amputados, com paralisia cerebal, em cadeira de rodas, e "outros";
- Tiro com Arco - Atletas com paralisia cerebral, em cadeira de rodas, e "outros";
- Tiro - Atletas amputados, atletas com paralisia cerebal, em cadeira de rodas e "outros";
- Voleibol - Atletas amputados e "outros".

## Tabela de Medalhas
| Ordem | País                   | Medalha de ouro | Medalha de prata | Medalha de bronze |     |
| ----- | ---------------------- | --------------- | ---------------- | ----------------- | --- |
| 1     | USA Estados Unidos     | 136             | 131              | 129               | 396 |
| 2     | GBR Grã-Bretanha       | 107             | 112              | 112               | 331 |
| 3     | CAN Canadá             | 87              | 82               | 69                | 238 |
| 4     | SWE Suécia             | 80              | 43               | 34                | 157 |
| 5     | FRG Alemanha Ocidental | 79              | 76               | 74                | 229 |
| 6     | FRA França             | 71              | 69               | 45                | 185 |
| 7     | NED Países Baixos      | 55              | 51               | 28                | 134 |
| 8     | AUS Austrália          | 49              | 54               | 51                | 154 |
| 9     | POL Polônia            | 46              | 39               | 21                | 106 |
| 10    | DEN Dinamarca          | 30              | 13               | 16                | 59  |
| 11    | NOR Noruega            | 29              | 31               | 30                | 90  |
| 12    | BEL Bélgica            | 22              | 21               | 14                | 57  |
| 13    | ESP Espanha            | 22              | 10               | 12                | 44  |
| 14    | IRL Irlanda            | 20              | 15               | 30                | 65  |
| 15    | FIN Finlândia          | 19              | 13               | 26                | 58  |
| 16    | SUI Suíça              | 18              | 13               | 12                | 43  |
| 17    | AUT Áustria            | 14              | 20               | 10                | 44  |
| 18    | HUN Hungria            | 12              | 12               | 4                 | 28  |
| 19    | ISR Israel             | 11              | 21               | 12                | 44  |
| 20    | YUG Iugoslávia         | 11              | 9                | 11                | 31  |
| 21    | ITA Itália             | 9               | 19               | 14                | 42  |
| 22    | JPN Japão              | 9               | 7                | 8                 | 24  |
| 23    | NZL Nova Zelândia      | 8               | 10               | 7                 | 25  |
| 24    | BRA Brasil             | 7               | 17               | 4                 | 28  |
| 25    | MEX México             | 6               | 14               | 17                | 37  |
| 26    | POR Portugal           | 4               | 3                | 7                 | 14  |
| 27    | HKG Hong Kong          | 3               | 5                | 9                 | 17  |
| 28    | CHN China              | 2               | 12               | 8                 | 22  |
| 29    | TRI Trinidad e Tobago  | 2               | 0                | 1                 | 3   |
| 30    | LUX Luxemburgo         | 1               | 4                | 1                 | 6   |
| 31    | KUW Kuwait             | 1               | 3                | 4                 | 8   |
| 32    | BIR Birmânia           | 1               | 2                | 1                 | 4   |
| 33    | EGY Egito              | 1               | 1                | 5                 | 7   |
| 34    | KEN Quênia             | 1               | 1                | 1                 | 3   |
| 35    | GDR Alemanha Oriental  | 0               | 3                | 1                 | 4   |
| 36    | ISL Islândia           | 0               | 2                | 8                 | 10  |
| 37    | IND Índia              | 0               | 2                | 2                 | 4   |
|       | KOR Coreia do Sul      | 0               | 2                | 2                 | 4   |
| 39    | JOR Jordânia           | 0               | 1                | 2                 | 3   |
|       | ZIM Zimbabwe           | 0               | 1                | 2                 | 3   |
| 41    | BAH Bahamas            | 0               | 1                | 1                 | 2   |
|       | INA Indonésia          | 0               | 1                | 1                 | 2   |
| 43    | BRN Bahrein            | 0               | 0                | 2                 | 2   |

## Delegações Participantes
Cinquenta e quatro participaram nas Paralimpíadas de 1984.
| - ARG Argentina - AUS Austrália - AUT Áustria - BAH Bahamas - BRN Bahrein - BEL Bélgica - BRA Brasil - BIR Birmânia - CAN Canadá - CHN China - DEN Dinamarca - GDR Alemanha Oriental - ECU Equador - EGY Egito - FRO Ilhas Faroé - FIN Finlândia - FRA França - GBR Grã-Bretanha | - GRE Grécia - GUA Guatemala - HKG Hong Kong - HUN Hungria - ISL Islândia - IND Índia - INA Indonésia - IRL Irlanda - ISR Israel - ITA Itália - JAM Jamaica - JPN Japão - JOR Jordânia - KEN Quênia - KUW Kuwait - LIE Liechtenstein - LUX Luxemburgo - MLT Malta | - MEX México - NED Países Baixos - NZL Nova Zelândia - NOR Noruega - PNG Papua-Nova Guiné - POL Polônia - POR Portugal - KOR Coreia do Sul - ESP Espanha - SWE Suécia - SUI Suíça - THA Tailândia - TRI Trinidad e Tobago - USA Estados Unidos - VEN Venezuela - FRG Alemanha Ocidental - YUG Iugoslávia - ZIM Zimbabwe |